# Phyllogomphoides cristatus
Phyllogomphoides cristatus – gatunek ważki z rodziny gadziogłówkowatych (Gomphidae). Występuje na terenie Ameryki Południowej.